# Michael Jendrusch
Michael Jendrusch (* 23. Oktober 1951; † 28. Mai 2020 in Neubrandenburg) war ein deutscher Fußballspieler. Zwischen 1971 und 1984 spielte er in Neubrandenburg in der zweitklassigen DDR-Liga, in der er sich als erfolgreicher Torjäger einen Namen machte.

## Sportliche Laufbahn
Als Zehnjähriger begann Michael Jendrusch seine Laufbahn als Fußballspieler in der Neubrandenburger Kinder- und Jugendsportschule. Danach spielte er für die Betriebssportgemeinschaft (BSG) Post Neubrandenburg, wo er seine ersten Einsätze im Männerbereich mit der 2. Mannschaft in der drittklassigen Bezirksliga absolvierte.
1970 wechselte Jendrusch zum Stadtrivalen, der Armeesportgemeinschaft ASG Vorwärts Neubrandenburg, die ebenfalls in der Bezirksliga vertreten war. Am Ende der Saison 1970/71 waren die Armeefußballer mit Jendrusch Bezirksmeister geworden und stiegen in die DDR-Liga auf. In den beiden folgenden DDR-Liga-Spielzeiten gehörte Jendrusch zum Spielerstamm der ASG und bestritt von den insgesamt 44 Ligaspielen 34 Begegnungen. Dabei deutete er mit zehn Treffern bereits seine Torgefährlichkeit an.
Im April 1973 wurde er aus der Armee entlassen und kehrte wieder zu Post Neubrandenburg zurück, wurde dort bis zum Saisonende noch in zwei DDR-Liga-Spielen eingesetzt, wobei ihm zwei weitere Tore gelangen. In den folgenden Jahren entwickelte sich Jendrusch zum unentbehrlichen Torjäger der BSG Post. In den Spielzeiten von 1973/74 bis 1977/78 erzielte er in den DDR-Liga-Spielen insgesamt 103 Tore und wurde damit in jeder Saison sowohl bei der BSG Post wie auch in der betreffenden Ligastaffel Torschützenkönig. Von der Saison 1978/79 an verließ ihn seine Formstärke. Nachdem er in den zurückliegenden fünf Spielzeiten nur fünf Ligaspiele verpasst hatte, kam er 1978/79 in den 22 Punktspielen nur 18-mal zum Einsatz und schoss auch nur sieben Tore, mit denen er allerdings noch einmal Torschützenkönig der Neubrandenburger wurde. Seine letzte Saison für Post Neubrandenburg bestritt Jendrusch 1979/80, in der er noch acht Ligaspiele absolvierte und ein Tor schoss.
Mit 28 Jahren wechselte er zur Saison 1980/81 zur BSG Baumechanik Neubrandenburg. Die Fußballmannschaft war gerade aus der Bezirksliga abgestiegen und trat nun in der viertklassigen Bezirksklasse Neubrandenburg an. 1982 stieg Jendrusch mit der BSG Baumechanik wieder in die Bezirksliga auf, wo die Mannschaft 1982/83 einen Durchmarsch veranstaltete und als Bezirksmeister in die DDR-Liga aufstieg. So kam Jendrusch 1983/84 noch einmal zu einer DDR-Liga-Spielzeit. Dort kam er zu fünf Punktspieleinsätzen ohne Torerfolg. Bis 1986 spielte er mit der BSG Baumechanik weiter in der Bezirksliga, danach musste er nach drei Knieoperationen seine Laufbahn als Fußballspieler beenden. Er hatte 172 Spiele in der DDR-Liga bestritten und dabei 123 Tore erzielt. Laut DDR-Fußballhistoriker Hanns Leske belegt er damit Rang 7 in der Rekordliste der besten Torschützen in Ostdeutschlands Zweitklassigkeit.